# الکساندر واسیلیوسکی
الکساندر میخائیلویچ واسیلوسکی (به روسی: Алекса́ндр Миха́йлович Василе́вский) افسر اهل اتحاد جماهیر شوروی در ارتش سرخ بود که در سال ۱۹۴۳ به درجهٔ مارشال اتحاد جماهیر شوروی نائل شد. او در جنگ جهانی دوم رئیس کارگزینی اتحاد جماهیر شوروی و معاون وزارت دفاع بود و از سال ۱۹۴۹ تا سال ۱۹۵۳ وزیر دفاع شد. به عنوان رئیس کارگزینی واسیلوسکی مسئولیت طراحی و هماهنگی تقریباً همه حملات اصلی اتحاد جماهیر شوروی از پاتک استالینگراد گرفته تا حمله به پروس خاوری و کونیگسبرگ را بر عهده داشت.
واسیلسکی کار نظامی خود را در طی جنگ جهانی اول شروع کرد که در سال ۱۹۱۷ موفق به دریافت درجهٔ کاپیتانی شد. در زمان شروع انقلاب اکتبر و جنگ داخلی روسیه، او به عضویت در ارتش سرخ منصوب شد و در جنگ اتحاد جماهیر شوروی و لهستان شرکت کرد. بعد از جنگ، او به سرعت درجات و موقعیت‌های نظامی خود را ترقی داد و تا سال ۱۹۳۰ میلادی، فرماندهٔ منطقه‌ای شد. در این موقعیت او مهارت‌های بزرگ و زیادی در تشکیلات و تعلیم سربازان از خود نشان داد. هوش و استعداد واسیلوسکی بدون توجه باقی نماند و در سال ۱۹۳۱ میلادی او به عنوان عضوی از هیئت مدیرهٔ آموزش‌های نظامی منصوب شد. در سال ۱۹۳۷ مطابق پاکسازی بزرگ، ژوزف استالین او را به افسر کارمندان عمومی ارتقاء داد.
در شروع ضد حمله‌های اتحاد جماهیر شوروی در سال ۱۹۴۳ میلادی در جنگ جهانی دوم، واسیلوسکی عملیات دفاعی ارتش سرخ را در بخش بالایی رودخانهٔ دن، در منطقهٔ کریمه، بلاروس و کشورهای حوزه دریای بالتیک فرماندهی کرد و در پایان جنگ، رهبری و هماهنگی محاصرهٔ کونیگسبرگ در ماه آوریل سال ۱۹۴۵ میلادی را نیز انجام داد. در ماه ژوئیه سال ۱۹۴۵ میلادی او به عنوان فرماندهٔ کارکنان نیروهای اتحاد جماهیر شوروی در منطقهٔ خاور دور روسیه منصوب شد که عملیات طوفان آگوست را انجام داد و در نتیجه عملیات تهاجم نظامی شوروی به منچوری را قبول کرد. بعد از جنگ او وزیر دفاع اتحاد جماهیر شوروی شد و او این مقام را تا مرگ استالین داشت و در این شغل بازنشسته شد. بعد از مرگ، او در دیوار قبرستان کرملین به پاس خدمات گذشتهٔ خود و شرکت در سازندگی وطن مدفون شد.

## زندگی

### کودکی و نوجوانی
واسیلوسکی در ۳۰ سپتامبر (به تاریخ قدیم: ۱۸ سپتامبر) سال ۱۸۹۵ میلادی در کینشما (که امروزه بخشی از ویچوگا در استان ایوانوف است) متولد شد. پدر او، میکائیل الکسانرویچ واسیلوسکی یک کشیش در کلیسای سنت نیکلاس بود. مادر او نادژدا ایوانوا سوکولووا دختر یک کشیش در نزدیکی روستای اوگلتز بود. بنا به موارد گزارش شده، واسیلوسکی همهٔ ارتباطات خانوادگی با والدین خود را به جهت عضویت در حزب کمونیست اتحاد شوروی و وظایف نظامی خود در ارتش سرخ را با سه برادرش قطع کرد. اما با وجود این، روابط خانوادگی خود را در سال ۱۹۴۰ میلادی مطابق پیشنهاد استالین برای انجام این کار دوباره شروع کرد.
بر طبق نظر واسیلوسکی، خانوادهٔ او خیلی فقیر بودند. پدر او بیشتر وقت خود را برای کار کردن و کسب درآمد صرف می‌کرد، در حالی که بچه‌ها به او با کار کردن در مزرعه کمک می‌کردند. در سال ۱۸۷۹ میلادی خانوادهٔ او به نووپوکرووسکو جایی که پدر او در یک کلیسایی که به تازگی احداث شده بود کشیش شد کوچ کردند. در آنجا الکساندر تحصیلات خود را در مدرسهٔ کلیسا آغاز کرد. در سال ۱۹۰۹ او به کالج مذهبی کوستروما پذیرفته شد پذیرفته‌شدن واسیلوسکی هزینهٔ مالی قابل ملاحظه‌ای برای خانوادهٔ او داشت. در همان سال، هیئت‌مدیرهٔ وزارتی برای جلوگیری از برگزاری سمینارهای کشاورزان و زارعان از شروع مطالعات دانشگاهی شروع به حرکت ملی سمیناریست‌ها کردند، و کلاس‌ها در بیشتر سمینارهای روسی متوقف شدند. واسیلوسکی، مانند دیگران از کوسترما اخراج شد ولی چند ماه بعد، بعد از قبول تقاضای سمیناریست‌ها به آنجا برگشت.

### جنگ جهانی اول و جنگ‌های داخلی روسیه

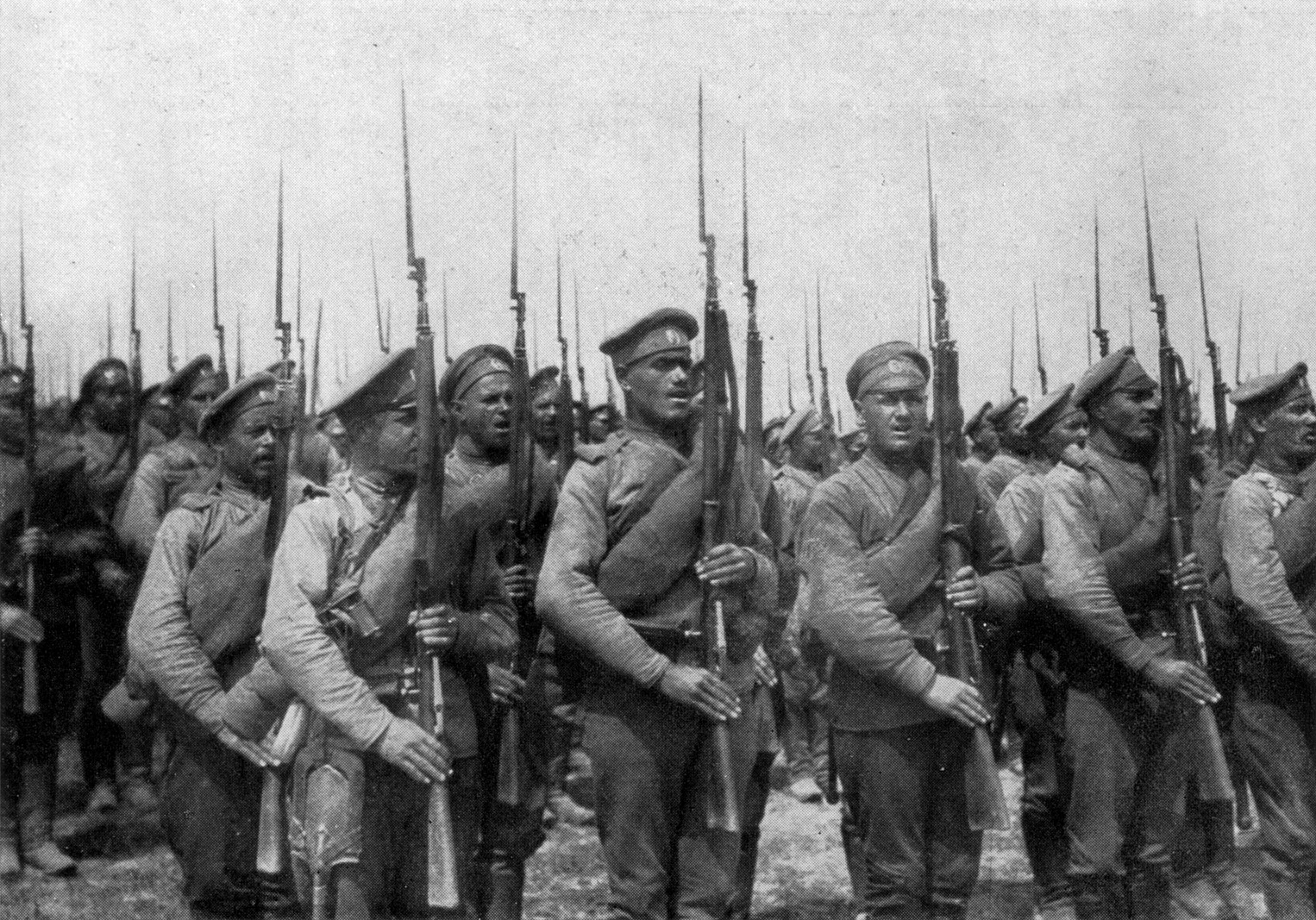
پیاده‌نظام روسیه در جنگ جهانی اول.

واسیلوسکی پس از اتمام تحصیلاتش در کالج مذهبی و چند سال کار کردن به عنوان معلم، علاقه داشت که در زمینه‌های برزشناسی و نقشه‌برداری فعالیت کند، اما وقوع اولین جنگ جهانی طرح‌های او را عوض کرد. به گفتهٔ خود او «احساسات وطن‌پرستی بر من غلبه کرد». و تصمیم گرفت که به‌جای آن یک سرباز بشود. واسیلوسکی در ژانویهٔ ۱۹۱۵ میلادی در امتحانات مربوطه شرکت کرد و به آکادمی قانون نظامی الکساندر در فوریه پذیرفته شد. همان‌طور که او نقل می‌کند: «من تصمیم نگرفته بودم که با شروع کار نظامی خود یک افسر بشوم. من هنوز می‌خواستم که یک محقق بشوم و در یک‌گوشه از روسیه، به دور از محل جنگ کار کنم. من تصور نمی‌کردم که کشور من تغییر پیدا خواهد کرد». پس از گذراندن چهار ماه دورهٔ آموزشی است که او بعداً برای جلوگیری از خارج از رده شدن، غیر تئوریک بودن و غیر مناسب شدن برای اوضاع اجتماعی مدرن جدید در آن‌ها شرکت کرد. او با درجه پروپورشچیک (بالاترین درجه بدون کمیسیون در پیاده‌نظام روسیه) در ماه مه ۱۹۱۵ میلادی به جبهه اعزام شد.
از ماه ژوئن تا سپتامبر، واسیلوسکی به خدمت در هنگ‌ها و گروهان‌هایی منصوب شد و بالأخره در ماه سپتامبر به عنوان معاون فرماندهٔ گروهان (پولوروتنی) به هنگ چهارصد و نهم نووخوپرسکی در ردهٔ تقسیمات صد و نه، ارتش نهم به جبهه رفت. در بهار سال ۱۹۱۶ واسیلوسکی فرماندهی یک گروهان را بر عهده گرفت که در نتیجه، در هنگ به‌طور زیادی شناخته شد. در ماه مه سال ۱۹۱۶ او سربازان خود را در نبرد بروسیلوف رهبری کرد که بعد از دادن زخمی‌ها و تلفات سنگین میان فرماندهان، فرمانده شد و در سن ۲۲ سالگی درجه کاپیتانی گرفت.
در نوامبر ۱۹۱۷، کمی بعد از انقلاب اکتبر، واسیلوسکی تصمیم گرفت به کار نظامی خود خاتمه دهد. همان‌طور که او در یادداشت‌های خود نوشته‌است: «زمانی بود که من سربازها را در جنگ رهبری می‌کردم، فکر می‌کردم که وظیفهٔ خود را به عنوان یک وطن‌پرست روسی انجام می‌دهم. اما با وجود این، من متوجه شدم که ما گول خورده‌ایم، مردم به صلح احتیاج دارند… بنابراین بدون هیچ ناراحتی و تأسفی شغل نظامی من باید پایان یابد، من می‌توانم به شغل مورد علاقه‌ام یعنی کار کردن در مزرعه برگردم». او از رومانی، جایی که در سال ۱۹۱۷ میلادی واحد او در آنجا سازمان گرفته بود به روستای زادگاه خود برگشت.
در دسامبر ۱۹۱۷، هنگامی که او به خانه و وطن خود برگشت، متوجه شد که سربازان هنگ چهارصد و نهم که در اوکراین استقرار یافته بودند، او را به عنوان فرماندهٔ خود (در آغاز انقلاب روسیه، که فرماندهان توسط سربازان خودشان انتخاب می‌شدند) انتخاب کرده‌اند. اما با وجود این، مقامات نظامی توصیه می‌کنند که او این پیشنهاد را به علت جنگ‌های شدید در اوکراین بین نیروهای شوروی و نیروهای جلودار دولت اوکراین در رادای مرکزی رد بکند. او این توصیه را بکار بست و یک مربی نظامی در شهر خود، کینشما اوزد شد. او در سپتامبر ۱۹۱۸ بازنشسته و یک معلم مدرسه در استان تولا شد.
در آوریل ۱۹۱۹ واسیلوسکی دوباره به ارتش سرخ فراخوانده شد و با حکم فرماندهی گروهان برای جنگ علیهٔ شورش کشاورزانان و دهقانان و کمک به آرمان و رویه سیاسی اتحاد جماهیر شوروی، پرودرازویورستکا گرفت که کشاورزان را وادار می‌کرد تا مازاد محصولات کشاورزی را به قیمت ثابت به دولت بفروشند. در این سال بعداً، واسیلوسکی فرمان خدمت در یک نبرد جدید را گرفت و در اکتبر ۱۹۱۹ میلادی به خدمت در یک هنگ منصوب شد. اما با وجود این هنگ او هرگز در جنگ داخلی روسیه شرکت نکرد، چون سربازان دنیکین هرگز به تولا نزدیک نشدند. در دسامبر ۱۹۱۹ میلادی، واسیلوسکی به عنوان جانشین فرمانده هنگ به جبههٔ غربی که در جنگ شوروی و لهستان شرکت داشتند، اعزام شد.

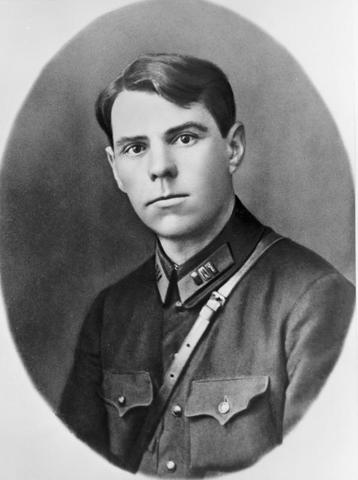
الکساندر واسیلوسکی در سال ۱۹۲۸ میلادی.

واسیلوسکی، به عنوان معاون فرماندهٔ هنگ ۴۲۷، بریگاد سی ودوم، بخش یازدهم، در نبرد رودخانهٔ برزینا به آرامی با فشار نیروهای لهستانی عقب نشسته، ولی به‌طور ثابت و دائمی در جبههٔ شرقی پیش رفته و در نتیجه در یک ضد حمله در ۱۴ ماه مه سال ۱۹۲۰ میلادی، خطوط لهستانی‌ها را قبل از متوقف شدن توسط سواره نظام درهم شکست. در نبرد بعدی که از ۴ ژوئیه سال ۱۹۲۰ میلادی شروع شد، او در مقابله با خطر دیگری علیهٔ اتحاد شوروی در ویلنو، به سمت رودخانه نمان شرکت کرد و به رغم مقاومت سنگین لهستانی‌ها و استحکامات دفاعی آلمان‌ها که در طی جنگ جهانی اول در این منطقه ایجاد کرده بودند، پیشرفت‌های زیادی کرد. هنگ واسیلوسکی تا اواسط ماه ژوئیه به نزدیک ویلنو رسید و در آنجا در قلعه نظامی تا مصالحه ریگا در حال انجام وظیفه باقی‌ماند.

### دوران بین دو جنگ جهانی
پس از مصالحهٔ ریگا، واسیلوسکی علیهٔ باقی‌ماندهٔ نیرهای ارتش سفید و کشاورزان و دهقانان شورشی در بلاروس و در استان اسمولنسک تا اوت ۱۹۲۱ میلادی جنگید. او به عنوان فرماندهٔ هنگ‌های ۱۴۲، ۱۴۳ و ۱۴۴ خدمت کرد، محلی که او مهارت و تبحر بزرگی در تشکیلات و سازماندهی و تعلیم سربازان نشان داد. در سال ۱۹۲۸ از دورهٔ فرماندهی هنگ “Vystrel” فارغ‌التحصیل شد. در طی این سال‌ها، واسیلوسکی بین خود و فرماندهان بالاتر و اعضای حزب شامل کلیمنت وروشیلوو دوستی و ارتباط صمیمانه‌ای ایجاد کرد. ولادیمیر تریاندافیلوو و بوریس شاپوشینیکف محافظ واسیلوسکی تا مرگ خود در سال ۱۹۴۵ میلادی شد. ارتباطات واسیلوسکی و قابلیت‌های خوب و خارق‌العادهٔ او موقعیتی با هیئت مدیرهٔ آموزش‌های نظامی در سال ۱۹۳۱ فراهم کرد.
در موقعیت هیئت مدیره آموزش‌های نظامی، واسیلوسکی سرپرستی آموزش‌ها و تعلیمات ارتش سرخ را به عهده گرفت و بر روی کتابچه‌ها و راهنماهای نظامی و کتاب‌هایی در این زمینه کار کرد. او همچنین با چندین فرماندهٔ نظامی ارشد، مانند میخائیل توخاچفسکی و گئورگی ژوکوف، سپس معاون بازرس استحکامات نظامی در ارتش سرخ ملاقات کرد. ژوکف بعداً واسیلوسکی را همچون «مردی که کار خود را به علت خدمت طولانی مدت در فرماندهی هنگ‌ها که احترام همه را جلب کرده‌است» توصیف کرد. در سال ۱۹۳۴ میلادی، واسیلوسکی به عنوان سرپرست ارشد آموزش‌ها و تعلیمات نظامی در ناحیهٔ نظامی ولگا منصوب شد. در سال ۱۹۳۷، او به آکادمی کارکنان عمومی پذیرفته شد، محلی که او جنبه‌های مهم استراتژی نظامی و عناوین دیگری در مورد تجارب عمومی، را شامل میخائیل توخاچوسکی مطالعه و تحصیل کرد.
تا اواسط سال ۱۹۳۷ میلادی، پاکسازی بزرگ استالین تعداد زیادی از فرماندهان ارشد نظامی را برکنار کرد و باعث شد که تعدادی از موقعیت‌ها و پست‌های کارکنان عمومی خالی شود. در میان حیرت همه، واسیلوسکی به کارمندان عمومی در اکتبر ۱۹۳۷ میلادی منصوب شد و «مسئولیت تعلیمات عملیاتی برای افسران ارشد» را به عهده گرفت. او در سال ۱۹۳۸ میلادی عضوی از حزب کمونیست اتحاد جماهیر شوروی (شرایطی که بدون لیاقت‌ها و کارهای خاص نمی‌توانست در اتحاد جماهیر شوروی احراز بشود) شد، در سال ۱۹۳۹ میلادی او به عنوان معاون فرماندهٔ هیئت مدیره عملیاتی کارکنان عمومی شد که درجهٔ فرماندهی بخش‌ها را هم داشت. در این موقعیت، او و شاپوشنیکف مسئولیت طراحی برای جنگ زمستانی و بعد از مصالحه صلح مسکو (۱۹۴۰) برای تعیین علامت‌گذاری مرزها با فنلاند بودند.
به عنوان افسر ارشد، واسیلوسکی گاهی با ژوزف استالین ملاقات می‌کرد. در حین یکی از این ملاقات‌ها، استالین از واسیلوسکی دربارهٔ خانواده او پرسید. از آنجایی که پدر واسیلوسکی یک کشیش و بنابراین دشمن بالقوهٔ مردم بود، واسیلوسکی گفت که او رابطهٔ خود را با پدر و افراد خانواده‌اش در سال ۱۹۲۶ میلادی قطع کرده‌است، استالین تعجب کرد و پیشنهاد کرد که ارتباط خود را با پدر و خانوادهٔ خود دوباره برقرار کند و به آن‌ها در مواردی که ممکن است نیاز داشته باشند به آن‌ها کمک کند.

### جنگ جهانی دوم

#### آغاز جنگ و نبرد مسکو
تا ماه ژوئن سال ۱۹۴۱ میلادی، واسیلوسکی به صورت تمام‌وقت در ادارهٔ کارمندان عمومی کار می‌کرد. در ۲۲ ژوئن سال ۱۹۴۱ میلادی او دربارهٔ بمباران اهداف مهم نظامی و غیرنظامی آلمان‌ها چیزهایی یادگرفت. با آغاز عملیات بارباروسا در اوت ۱۹۴۱ میلادی، واسیلوسکی به عنوان فرماندهٔ عملیات، مدیر کارمندان عمومی و معاون رئیس کارمندان عمومی انتخاب شد که او را یکی از چهره‌های کلیدی در رهبری نظامی اتحاد جماهیر شوروی کرد. در آخر سپتامبر سال ۱۹۴۱ میلادی، واسیلوسکی در سخنرانی خود برای کادر ژنرال‌ها، وضعیت را فوق‌العاده مشکل توصیف کرده و به خالی بودن بخش شمالی جبهه اشاره کرد و اظهار داشت که لنینگراد هنوز مقاومت می‌کند و این موقعیتی است که به‌طور بالقوه امکان می‌دهد تا تعدادی از نیروهای ذخیره به جبهه بخش شمالی شهر بروند.
در اکتبر ۱۹۴۱ میلادی، وضعیت جبهه در نبرد مسکو با پیشروی نیروهای آلمانی به سمت مسکو بحرانی شد. به عنوان نمایندهٔ کادر ژنرال‌های اتحاد جماهیر شوروی، واسیلوسکی به جبهه غربی اتحاد جماهیر شوروی فرستاده شد تا عملیات دفاعی و رساندن تجهیزات و نیروها به سمت منطقهٔ موژایسک را رهبری و هماهنگ کند، محلی که نیروهای اتحاد جماهیر شوروی سعی می‌کردند مانع پیشروی آلمان‌ها شوند. در طی نبرد سنگین در نزدیک کوهپایه‌های خارجی مسکو، واسیلوسکی، همهٔ وقت خود در خط مقدم را صرف هماهنگی سه خط جبهه‌ای کرد که برای دفاع از مسکو تعیین شده بودند. و زمانی که بیشتر کادر ژنرال‌ها، مسکو را ترک کرده بودند، واسیلوسکی به عنوان رابط کادر مسکو و اعضای تخلیه‌شدهٔ کادر ژنرال‌ها در شهر باقی‌ماند. نیکیتا سرگیویچ خروشچف در یادداشت‌های خود از واسیلوسکی به عنوان «یک متخصص قابل» حتی در سال‌های اولیه جنگ یاد می‌کند. در ۲۸ اکتبر سال ۱۹۴۱ میلادی، واسیلوسکی به درجهٔ نظامی سپهبد ارتقا یافت.
نبرد مسکو دوران مشکل زندگی واسیلوسکی بود زیرا افسران آلمانی بعضی از ساختمان‌های مسکو را تصرف و مانند قرارگاه‌های خود تعیین کرده بودند. همان‌گونه که خود او می‌گوید، روز کاری او اغلب در ساعت چهار صبح پایان می‌گرفت. علاوه بر این، مارشال شاپوشنیکف مریض شده بودند و واسیلوسکی مجبور بود که تصمیم‌های مهم را شخصاً اتخاذ کند. در ۲۹ اکتبر سال ۱۹۴۱ میلادی بمبی در حیاط ادارهٔ کارمندان عمومی منفجر شد. واسیلوسکی به‌طور جزئی زخمی شد ولی به کار کردن خود ادامه داد. آشپزخانه در انفجار صدمه دیده بود و کادر ژنرال‌ها مجبور بود که در زیرزمین بدون غذا اقامت کند. با این شرایط، کادر به عملیات خود ادامه داد. در دسامبر سال ۱۹۴۱ میلادی، واسیلوسکی ضد حملهٔ مسکو را هماهنگی و رهبری کرد و تا اوایل سال ۱۹۴۲ میلادی، ضد حملهٔ ژنرال‌ها در مسکو و راهنمایی‌های روستو با بازگشت خانوادهٔ او که مسکو را تخلیه کرده بودند، به کار او تحرک بیشتری بخشید. در ماه آوریل سال ۱۹۴۲ میلادی او حذف ناموفق جبههٔ دمیانسک و محاصره ارتش دوم آلمان را در نزدیکی لنینگراد رهبری و هماهنگی کرد. در آوریل ۱۹۴۲ میلادی دوباره شاپوشنیکف به‌طور شدید و جدی مریض شد، در این موقع واسیلوسکی به عنوان رئیس کارمندان کار می‌کرد و به درجهٔ ارتشبد در ۲۶ آوریل مفتخر شد.

#### تابستان و پاییز ۱۹۴۲ میلادی
در ماه مه ۱۹۴۲ یکی از بحث‌انگیزترین حوادث در کار واسیلوسکی اتفاق افتاد؛ نبرد دوم خارکف یک ضد حملهٔ شکست‌خورده که ارتش سرخ را به وضعیت دفاعی کشاند و به‌طور قابل ملاحظه‌ای حمله و پیشروی آلمان‌ها را در جنوب دربرداشت. بعد از عقب راندن دشمن از مسکو، روحیهٔ شوروی‌ها خیلی قوی بود و استالین تصمیم گرفته بود که دومین ضدحملهٔ ژنرال‌ها را طی تابستان انجام دهد. اما با وجود این، واسیلوسکی دریافت که «واقعیت خیلی بدتر و سخت‌تر از آن بود». مطابق دستورهای استالین، دفاع خارکف در ۱۲ مه سال ۱۹۴۲ میلادی انجام شد. وقتی که خطر محاصره آشکار شد، واسیلوسکی و ژوکف اجازه خواستند که پیشروی نیروهای شوروی را متوقف کنند اما استالین آن را رد کرد که این باعث محاصره نیروهای ارتش سرخ و دفاع کلی شد. خروشچف در یادداشت‌هایش، واسیلوسکی را متهم کرده که غیرفعال است و قاطع نیست و همین‌طور قادر نبوده که از نقطه نظرهای خود در مقابل استالین در طی عملیات بخصوص دفاع کند. همان‌طور که او نوشته که «نظرات من باعث ضعف و مخرب بود… و می‌توانست از آن‌ها اجتناب بشود اگر واسیلوسکی در موقعیتی که او داشت، محکم می‌ایستاد. او می‌توانست موقعیت دیگری اتخاذ کند… اما آن کار را نکرد و در نتیجه به نظر من، او در از بین رفتن و انهدام هزاران جنگجوی ارتش سرخ در نبرد خارکف دست داشت».
در ژوئن سال ۱۹۴۲ میلادی، واسیلوسکی به لنینگراد فرستاده شد تا تلاش برای شکستن محاصره را در شوک دوم هماهنگ کند. ارتش توسط ژنرالی به نام آندری ولاسوف رهبری می‌شد. در ۲۶ ژوئن سال ۱۹۴۲ میلادی، واسیلوسکی به‌عنوان رئیس کادر ژنرال‌ها و در اکتبر سال ۱۹۴۲ میلادی، به معاونت وزارت دفاع منصوب شد. او حالا یکی از معدود افرادی بود که مسئولیت طرح‌ریزی در برابر تهدیدهای علیهٔ اتحاد شوروی را داشت. از ۲۳ ژوئیه سال ۱۹۴۲ میلادی، واسیلوسکی در جبههٔ استالینگراد نماینده بود که او محورهای اصلی حمله را به درستی تعیین کرد.
نبرد استالینگراد دوران مشکل دیگری در زندگی واسیلوسکی بود. با ژوکف به جبههٔ استالینگراد فرستاده شد، او سعی کرد دفاع استالینگراد را با پیوندهای رادیویی که به‌طور منقطع فرستاده می‌شد، به بهترین صورت هماهنگی کند. در ۱۲ سپتامبر سال ۱۹۴۲ میلادی، در حین ملاقات با استالین، واسیلوسکی و ژوکف طرح خود را برای ضد حملهٔ استالینگراد بعد از بحث و بررسی در طول شب نشان دادند.
دو ماه بعد، در ۱۹ نوامبر، استالینگراد هنوز فتح نشده بود که عملیات اورانوس اجرا شد. از آنجایی که ژوکف به نزدیک رژو فرستاده شده بود تا عملیات مارس، ضد حملهٔ رژو را اجرا و رهبری کند، واسیلوسکی در نزدیکی استالینگراد باقی‌ماند تا حملهٔ گاز انبری را برای شکست دفاع آلمان‌ها انجام دهد و انهدام و فروپاشی ارتش دشمن در این منازعه، نتیجهٔ طرحی بود که برای استالین در ۹ دسامبر نشان داده بود.

#### پیروزی اتحاد جماهیر شوروی

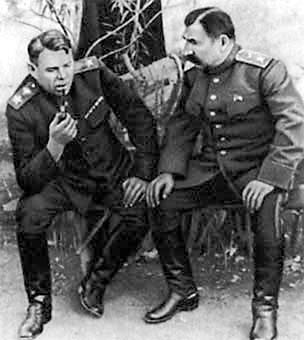
واسیلوسکی و سیمیان میخایلوویچ بودیانی در دونباس، ۱۹۴۳ میلادی.

در ژانویهٔ سال ۱۹۴۳ میلادی، واسیلوسکی عملیات دفاع در بخش بالایی رودخانهٔ دن نزدیک وورونژ و اوستروگوژسک را رهبری کرد که تصمیم‌گیری برای محاصرهٔ قدرت‌های محور را برای تقسیمات هماهنگی کرد. در اواسط ژانویه، واسیلوسکی به عنوان ژنرال ارتش و فقط ۲۹ روز بعد، در ۱۶ فوریه، سال ۱۹۴۳ میلادی به مقام مارشالی اتحاد جماهیر شوروی منصوب شد.
در مارس ۱۹۴۳ میلادی، بعد از جلب توجه به کورسک و شکست نبرد سوم خارکف، استالین و استاوسکا باید تصمیم می‌گرفتند که حمله را به‌رغم عقب‌نشینی انجام دهند یا بهتر است که موقعیت دفاعی اتخاذ کنند. واسیلوسکی و ژوکف با همفکری سعی کردند استالین را قانع کنند که حالا باید حمله را متوقف کنند و برای شروع حمله از جانب ورماخت منتظر بمانند. وقتی که مشخص شد حملهٔ آلمان‌ها به عقب افتاده و در ماه مه ۱۹۴۳ چنانچه انتظار آن می‌رفت انجام نخواهد شد، واسیوسکی با موفقیت عملیات دفاع را برای مقابله با حملهٔ ورماخت به جای انجام یک حملهٔ از قبل توخالی مانند آنکه خروشچف می‌خواست را هماهنگی و رهبری کرد. وقتی که بالأخره در ۴ ژوئن سال ۱۹۴۳ نبرد کورسک شروع شد، واسیلوسکی مسئولیت هماهنگی جبههٔ وورونژ و و جبههٔ استپه (جبهه‌های جلوی ارتش اتحاد شوروی) را بر عهده داشت. بعد از شکست آلمان‌ها در کورسک و شروع ضد حمله‌ها در سمت چپ دنایپر، واسیلوسکی عملیات حمله را در منطقهٔ دنباس طراحی و اجرا کرد. بعداً در این سال او عملیات تصفیه و پاکسازی نازی‌ها را از شبه‌جزیرهٔ کریمه توسعه داده و اجرا کرد.
در آغاز سال ۱۹۴۴ میلادی، واسیلوسکی حملهٔ نیروهای شوروی در سمت راست دنایپر را که باعث تصمیم‌گیری‌هایی برای پیروزی در اوکراین شرقی شد هماهنگی کرد. در ۱۰ آوریل سال ۱۹۴۴ میلادی روزی که اودسا دوباره تصرف شده بود، واسیلوسکی دستور پیروزی را نشان داد، فقط دومین مدال به او اعطا شد. (اولین پاداش پیروزی به ژوکف اعطا شده بود) در ۱۰ ماه مه همان سال، پس از خاتمهٔ نبرد، اتومبیل واسیلوسکی در طی بازرسی از منطقه از روی یک مین در سواستوپول عبور کرد. او زخم‌هایی در ناحیهٔ سر برداشت که شیشه‌هایی که در اثر انفجار پخش می‌شدند سر و صورت او را بریدند و برای معالجه به مسکو برده شد.
در طی عملیات باگراتیون ضد حملهٔ ژنرال‌ها در بلاروس، واسیلوسکی عملیات را در اولین جبههٔ بالتیک و سومین جبههٔ بلاروس رهبری و هماهنگی کرد.
موقعی که نیروهای اتحاد شوروی به کشورهای حوزه دریای بالتیک داخل شدند، واسیلوسکی مسئولیت کامل جبهه‌های بالتیک را عهده‌دار شد، که سه جبههٔ بلاروس را با موفقیت تصفیه و پاکسازی کرد. در ۲۹ ژوئیه سال ۱۹۴۴ او قهرمان اتحاد جماهیر شوروی بخاطر موفقیت‌های نظامی خود شده بود. در فوریهٔ ۱۹۴۵، واسیلوسکی دوباره به فرماندهی سومین جبههٔ بلاروس برگزیده شد که عملیات پروس شرقی را رهبری کرد و پست رئیس کادر ژنرال‌ها را به آلکسی آنتونف واگذار کرد. به عنوان یک فرماندهٔ جبهه، واسیلوسکی عملیات پروس شرقی و سازماندهی حمله در کونیگسبرگ و بالتییسک را رهبری کرد.

### عملیات طوفان اگوست
در طی حمله تابستان ۱۹۴۴، استالین اعلام کرد که واسیلوسکی را بعد از پایان جنگ با آلمان به عنوان فرمانده رئیس نیروهای اتحاد شوروی در شرق دور منصوب خواهد کرد. واسیلوسکی شروع به سازماندهی طرح جنگ با ژاپن تا اواخر سال ۱۹۴۴ کرد و آمادگی تمام وقت خود را تا ۲۷ آوریل سال ۱۹۴۵ اعلام کرد. در ژوئن سال ۱۹۴۵، استالین طرح او را تأیید کرد. واسیلوسکی سپس فرماندهی رئیس نیروهای اتحاد شوروی در شرق دور را دریافت کرد و به چیتا رفت تا طرح و نقشه خود را اجرا کند..
در طی مرحله آماده‌سازی، واسیلوسکی بیشتر نقشه حمله را با فرماندهان خود بررسی کرد و چگونگی شروع آن را توضیح داد. در بیست و چهار روز، از ۹ اگوست تا ۲ سپتامبر سال ۱۹۴۵ ارتش‌های ژاپنی در مونچوکو سرکوب شدند و فقط ۳۷۰۰۰ زخمی در میان ۱۶۰۰۰۰۰ سرباز در سمت اتحاد شوروی ببار آمد.
بخاطر موفقیت او در این عملیات، واسیلوسکی به دریافت دومین مدال قهرمان اتحاد شوروی در ۸ سپتامبر مفتخر شد

### بعد از جنگ جهانی دوم
بین سال‌های ۱۹۴۶ تا ۱۹۴۹، واسیلوسکی در سمت رئیس کارمندان باقی ماند و سپس از سال ۱۹۴۹ تا ۱۹۵۳ به وزارت دفاع منصوب شد. بعد از مرگ استالین در سال ۱۹۵۳، واسیلوسکی از موقعیت خود خلع شد و پست او با بولگانین جایگزین شد، اگرچه او در مقام معاونت وزارت دفاع باقی ماند. در سال ۱۹۵۶ به عنوان معاونت وزارت دفاع در علوم نظامی منصوب شد، در این مقام دومی او قدرت نظامی نداشت. واسیلوسکی این مقام را برای مدت یک سال قبل از زندانی شدن توسط خروشچف داشت، در نتیجه قربانی طرح بی‌تعصبی شد و شاهد آخر ژوکف هم بود. در سال ۱۹۵۹ او به عنوان بازرس عمومی وزارت دفاع و مقام افتخاری عروسکی شد. در سال ۱۹۷۳ او یادداشت‌های خود را منتشر کرد، «موضوع و مفهوم کل زندگی من». الکساندر واسیلوسکی در ۵ دسامبر سال ۱۹۷۷در گذشت. جسد او سوزانده شد و در دیوار کرملین دفن شد

## جایزه‌ها

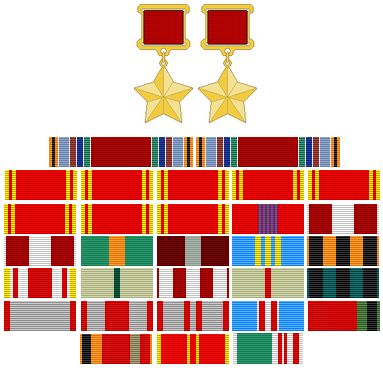
A reconstruction of Vasilevsky's ribbon bar (foreign decorations not pictured).

واسیلوسکی به عنوان مهم‌ترین و آراسته‌ترین فرمانده در تاریخ اتحاد شوروی شد.
مدال ستاره طلایی، به عنوان قهرمان اتحاد جماهیر شوروی دو بار برای پیروزی در عملیات او در جبهه‌های آلمان‌ها و ژاپنی‌ها به او اعطا شد. به او دو مدال و نشان حکم پیروزی برای موفقیت او در جنگ‌های کریمه و پروس (انجام شده توسط استالین و ژوکف) به او اعطا شد. در طی کارش به او هشت حکم لنین (چندین تا از آن‌ها بعد از زمان جنگ بود) حکم انقلاب اکتبر موقعی که در سال ۱۹۶۷ ایجاد شده بود، دو مدال حکم نشان سرخ حکم درجه یک سووروو برای عملیات اوکراین و کریمه و در اولین موقعیت خود، یک مدال حکم ستاره سرخ را در سال ۱۹۴۰ برای کار درخشان خود با کادر کارمندان در طی جنگ زمستان بالاخره او مدال درجه سه حکم خدمت برای وطن بخاطر شناخت کامل او از کار نظامیگری خود هنگامی که تازه این مدال در سال ۱۹۷۴ ایجاد شده بود، درست سه سال قبل از مرگ واسیلوسکی به او اعطا شد.
همچنین چهارده مدال به واسیلوسکی اعطا شد. برای شرکت او در جنگ‌ها و عملیات مختلف، مدال دفاع لنینگراد، مدال دفاع مسکو، مدال دفاع استالینگراد و مدال‌های محاصره Königsberg اعطا شد. همانند سربازان دیگر اتحاد شوروی که در جنگ با آلمان و ژاپن شرکت کردند، به او مدال برای پیروزی بر آلمان و مدال برای پیروزی بر ژاپن اعطا شد. او همچنین چندین مدال یادبود افتخاری، مانند، سال‌های بیست، سی، چهل و پنجاه را هم دریافت کرد. بعد از ایجاد و تهیه مدال‌های نیروهای ارتش شوروی مانند سال‌های بیست و سی، مدال‌های جنگ وطن پرستانه بزرگ، در هشتمین جشن یاد بود مسکو (در سال ۱۹۷۴ برای شرکت در نبرد مسکو به او اعطا شده بود) و مدال سوم روز تولد لنین به او اعطا شد. به‌علاوه حکم‌ها و مدال‌های اتحاد شوروی، به واسیلوسکی چندین نشان خارجی مانند حکم نشان نظامی لهستان از طرف دولت کمونیست لهستان اعطا شد.

## شخصیت و نظرات
واسیلوسکی یک انسان با رفتار مناسب و مهربان و فرمانده نظامی ملایمی بود. ژنرال شتمینکو، عضوی از کادر ژنرال‌ها در طی جنگ، واسیلوسکی را مانند یک شخصیت درخشان و یک افسر ملایم و مهربان با تجربه قابل ملاحظه در کار کارمندان توصیف می‌کند. شتمینکو به واسیلوسکی به عنوان استعداد افتخار آفرین و برجسته برای طرح‌ریزی‌های استراتژیک و عملیاتی خود اشاره می‌کند. واسیلوسکی همچنین با زیر دستان با احترام رفتار می‌کرد و خصوصیات کامل و مناسبی در دیپلماسی و رفتار مودبانه داشت که استالین او را تحسین کرده‌است. در نتیجه واسیلوسکی از اعتماد و اطمینان مخصوص و فوق‌العاده از طرف استالین برخوردار بود.
چند سال قبل از جنگ، ژوکف، واسیلوسکی را به مانند «مردی که وظیفه و کار خود را می‌داند چون مدتهای طولانی در فرماندهی هنگها و واحدهای نظامی صرف کرده و احترام ویژه و فوق‌العاده‌ای از جانب همه بدست آورده‌است» توصیف می‌کند. در طی جنگ، ژوکف واسیلوسکی را به عنوان یک فرمانده قابل، دارای اعتماد و اطمینان مورد انتظار از طرف استالین و قادر برای قانع کردن او حتی در حین تصمیمات مهم و موقع عصبانیت او بود، توصیف می‌کند واسیلوسکی هرگز مدال‌ها و افتخارات خود را (شامل دو حکم پیروزی) در یادداشت‌های خود ذکر نکرده‌است که این موضوع ملایمت و فروتنی او را نشان می‌دهد.
این مسئله گفته می‌شود که اعمال و شخصیت واسیلوسکی بعضی وقتها با هدف بحث و مذاکره بوده و کمتر شبیه بحث‌های مشاجراتی ژوکف بوده‌است. نیکیتا خروشچف واسیلوسکی را در یادداشت‌های خود یک فرمانده کاملاً آرام و مطیع که کاملاً تحت کنترل استالین بود و او را برای شکست خارکف در بهار ۱۹۴۲ آشفته کرد، تعریف می‌کند.
در میان قویترین منتقدان واسیلوسکی، روکوزوسکی است می‌باشد که از تصمیمات واسیلوسکی را در طی ضدحمله استالینگراد، مخصوصاً برای رد شرکت ارتش دوم در انهدام بخش‌های محاصره شده ارتش آلمان، و برای تداخل عمومی با کار خود او انتقاد می‌کند. روکوزوسکی، وظیفه سرباز، مسکو، پولیتیزدات، سال ۱۹۸۸ روکوزوسکی حتی در یادداشت‌های خود می‌نویسد " من حتی نمی‌دانم که چه نقشی ژوکف و واسیلوسکی می‌توانستند در جبهه استالینگراد بازی کنند در بررسی منصفانه واسیلوسکی به چیزی احتیاج ندارد که او ارتش دوم را از حمله برای درهم شکستن محاصره استالینگراد دور نگه داشته تا آن بتواند علیه ضدحمله خطرناک آلمانها از کوتلینکوو، بکار گرفته شود و برای درهم شکستن محاصره طرح‌ریزی شده که دارای طرفداران بیشماری است. واسیلوسکی همان‌طور که به‌نظر می‌رسد به وسیله مخالفان روکوزوسکی برای انتقال تأیید نشده‌است.
به بیان دیگر، تاریخ‌نویس جامعه‌شناس و منتقد ویکتور سوورو واسیلوسکی را بر ژوکف برتری و ترجیح داده‌است. برطبق نظر او، واسیلوسکی تنها افسر مسئول برای طراحی و اجرای ضد حمله ارتش اتحاد جماهیر شوروی در استالینگراد، بود و ژوکف با آنکه در آنجا بود هیچ نقشی ایفا نکرد. او می‌گوید که واسیلوسکی بهترین فرمانده نظامی اتحاد شوروی بوده و پیروزیهای اتحاد شوروی به جهت اعمال و اقدامات مناسب او به عنوان رئیس کادر کارکنان بوده‌است. برطبق نظر سوورو، ژوکف و سیستم دکترین اتحاد شوروی بعد از جنگ سعی کرد تا نقش کادر ژنرالها (ودر نتیجه اهمیت واسیلوسکی) را کاهش دهد و نقش حزب و ژوکف را ارتقاء دهند.
با یک مقدار تعدیل بیشتر در مشاهدات اواخر سال ۱۹۹۱ واسیلوسکی توسط مژیریتزکی در کتاب خود با دقت و جزئیات بهتری در مقاله «خواندن یادداشتهای مارشال ژوکف» توضیح داده شده‌است. مژیریتزکی به خضوع و عدم توانایی واسیلوسکی در دفاع از نظریه خود در پیش استالین اشاره می‌کند. بر طبق موارد گزارش شده، واسیلوسکی به علت کنترل شدن و اداره آسان خود به چنان مقام و موقعیت نظامی بالا منصوب شد. اما با وجود این، مژیریتزکی هوش و استعداد واسیلوسکی را بیان می‌کند و اظهار می‌دارد که واسیلوسکی مجری اصلی طرح دفاع استالینگراد بوده‌است. او همچنین اشاره می‌کند که محتملا واسیلوسکی و ژوکف تحت نیروی برابر تخمینی گزارش شده ارتش ششم به منظور دریافت تأیید استالین برای عملیات مخاطره‌آمیز بوده‌اند.